# Esquelet apendicular
L'esquelet apendicular és la part de l'esquelet dels vertebrats que consta dels ossos que suporten els apèndixs. Els apèndixs van aparèixer com a aletes en els primers peixos, i posteriorment van evolucionar cap a les extremitats dels tetràpodes. L'esquelet apendicular inclou els elements esquelètics dins dels membres, així com el suport de les cintures escapulars i pelvianes en el cas dels tetràpodes (que no apareixen en els peixos). La paraula apendicular és l'adjectiu del nom de l'apèndix, que en si vol dir una part que s'uneix a alguna cosa més gran. L'esquelet apendicular juntament amb l'esquelet axial formen l'esquelet complet.